# Władimir Dorochow
Władimir Wiaczesławowicz Dorochow (ros. Владимир Вячеславович Дорохов, ur. 18 lutego 1954 w Leningradzie, zm. 18 grudnia 2024) – radziecki siatkarz, atakujący. Dwukrotny medalista olimpijski.
W reprezentacji Związku Radzieckiego grał w latach 1975–1982. Oprócz dwóch medali igrzysk olimpijskich – srebrnego wywalczonego podczas XXI Letnich Igrzysk Olimpijskich Montreal 1976 i złotego wywalczonego podczas XXII Letnich Igrzysk Olimpijskich Moskwa 1980 – sięgnął po dwa złote medale mistrzostw świata (1978 i 1982) i czterokrotnie zostawał mistrzem Europy (1975, 1977, 1979, 1981). Był zawodnikiem m.in. CSKA Moskwa, w barwach klubu ze stolicy ówczesnego Związku Radzieckiego zdobył tytuł mistrza Związku Radzieckiego i Puchar Europy (1974). W latach 1974–1986 był zawodnikiem Avtomobilista Leningrad, z którym stawał na podium mistrzostw Związku Radzieckiego i zwyciężał w Pucharze Europy Zdobywców Pucharów siatkarzy (1982 i 1983).
Pod koniec lat 80. grał w Finlandii, karierę zakończył w 1991 roku. Pracował jako trener w tym państwie oraz w Rosji.